# Концептуални албум
Концептуални албум је низ музичких нумера или песама које су међусобно повезане одређеном темом или наративом који могу бити композициони, инструментални или поетски. За разлику од албума који представља колекцију појединачних песама или синглова, у концептуалном албуму све песме су подређене заједничкој причи или концепту.

## Историјат
Корени концептуалног албума могу да се прате уназад све до 1930-их. За настанак и развој концептуалног албума био је пресудан формат ЛП-ја, који је због неопходне дужине првенствено био лансиран за потребе снимања класичне музике.
Према мишљењу Рика Вејкмана (Rick Wakeman) први концептуални албум могао би да буде Dust Bowl Ballads Вудија Гатријеа (Woody Guthrie).
Албуми Френка Синатре (Frank Sinatra) често се помињу као концептуални албуми. Такав је пример албума Frank Sinatra Sings For Only The Lonely (1958) који обједињује романтичне песме идентичне тематике.
Концептуални албум доживео је експанзију током 1960-их година када све чешће почиње да се доводи у везу са рок музиком. Као први концептуални албум у историји рок музике наводи се култни албум Битлса (The Beatles) Sgt. Pepper’s Lonely Hearts Club Band из 1967. године у коме прича прати протагонисту кога тумачи бубњар Ринго Стар (Ringo Starr). О  популарности концептуалног албума која је прогресивно расла сведочи и чињеница да су наредне 1968. године британски произвођачи по први пут производили више ЛП плоча него синглова.
Даљем развоју концептуалног албума допринео је жанр прогресивног рока и глам-рока. Међу концептуалним албумима прогресивног рока из 1970-их година издвајају се Tales From Topographic Ocean (1973) групе Јес (Yes), The Lamb Lies Down On Broadway (1974) групе Генезис (Genesis), Journey to the Centre of the Earth (1974) Ричарда Вејкмена, као и албуми The Dark Side Of The Moon (1973), Wish You Were Here (1975), Animals (1977) и The Wall (1979) Пинк Флојда (Pink Floyd).
Глам-рок албум The Rise and Fall of Ziggy Stardust and the Spiders from Mars (1972) са чувеном песмом „Starmanˮ Дејвида Боувија (David Bowie) представио је причу о ванземаљцу који долази на Земљу и саопштава вести о крају света.
Међутим, концептуалне албуме издавали су и музичари из других жанрова попут Џона Колтрејна (John Coltrane) са албумом A Love Supreme из 1965. године или Марвина Геја (Marvin Gaye) и његовог албума What's Going On из 1971. године.
Током 1980-их и 1990-их популарност концептуалних албума је опала. Један од разлога била је и појава музичке телевизије МТВ на којој су се пласирали синглови на начин музичког видеа.
Концептуални албум наставио је да постоји и у 21. веку. Група Грин Деј (Green Day) објавила је 2004. године албум American Idiot који се нашао на врху лествице популарности. Албум Лејди Гаге (Lady Gaga) The Fame (2008) бави се популарношћу и животом поп звезде док албум The Fame Monster (2009) истражује негативне аспекте популарности. Наредне 2010. године Кање Вест (Kanye West) представио је албум My Beautiful Dark Twisted Fantasy у коме се бави темом ектраваганције, ексцеса и конзумеризма. Посебну пажњу концептуалним албумима посветила је Лаура Марлин (Laura Marling) међу којима се истиче албум Once I Was an Eagle (2013). Кендрик Ламар (Kendrick Lamar) посветио је албум To Pimp A Butterfly (2015) питању расне неједнакости.

## Наратив
Корпус тема којима може да се бави концептуални албум је изузетно широк, те се могу наћи примери албума љубавне, лирске, фантазијске, научно-фантастичне, политичке, филозофске тематике.

## Омот
Осим концепта на основу ког су  песме или музичке нумере повезане у кохерентну целину, важан аспект концептуалног албума представља његов визуелни идентитет установљен на каверу или омоту албума. Један од најупечатљивијих омота налази се на албуму Билтса Sgt. Pepper’s Lonely Hearts Club Band. Призма која се нашла на омоту албума The Dark Side Of The Moon Пинк Флојда постала је заштитни знак групе.
- Омот албума The Dark Side of the Moon

- Омот албума Sgt. Pepper's Lonely Hearts Club Band

## Музика
Концептуални албум се може пронаћи у различитим жанровима популарне музике. Поред ванмузичке теме која обједињује песме или нумере, оне могу бити обједињене и у музичком смислу. Музика на концептуалном албуму захтева од слушаоца да албум послуша од почетка до краја, односно захтева културу слушања која је типична за класичну музику.

## Бивша Југославија
Модра Ријека (1978) групе Индекси.
Успаванка за Радмилу М. (1983) групе Бијело Дугме.